# Johann von Ingram
Johann von Ingram, celým jménem Johann Baptist Ingram, Freiherr von Liebenrain, Fragburg und Bozen nebo von Liebenrain, Froyburg und Graben (18. května 1806 Bolzano – 21. prosince 1870 Bolzano), byl rakouský šlechtic a politik německé národnosti z Tyrolska (respektive z Jižního Tyrolska), během revolučního roku 1848 poslanec Říšského sněmu, v 60. letech 19. století poslanec rakouské Říšské rady.

## Biografie
Působil jako tajemník obchodní komory v Bolzanu. Už během revolučního roku 1848 se zapojil do veřejného dění. Ve volbách roku 1848 byl zvolen na ústavodárný Říšský sněm. Zastupoval volební obvod Bolzano-město. Profesí se tehdy uváděl coby soukromník. Patřil k sněmovní liberální levici. Poslancem byl od roku 1848 do roku 1849.
Počátkem 60. let se s obnovou ústavního systému vlády opět zapojil do vysoké politiky. V zemských volbách roku 1861 byl zvolen na Tyrolský zemský sněm za kurii velkostatkářskou. Zemským poslancem byl roku 1869. Po celou dobu výkonu svého poslaneckého mandátu zasedal rovněž v zemském výboru. Byl liberálně orientován (liberální a centralistická Strana ústavověrného velkostatku). Patřil k liberální sněmovní menšině. Podle jiných dobových zdrojů byl poslancem zemského sněmu i členem zemského výboru až do své smrti roku 1870.
Působil také coby poslanec Říšské rady (celostátního parlamentu Rakouského císařství), kam ho delegoval Tyrolský zemský sněm roku 1861 (Říšská rada tehdy ještě byla volena nepřímo, coby sbor delegátů zemských sněmů). 2. května 1861 složil slib. V době svého působení v parlamentu je uváděn jako svobodný pán, Johann von Ingram, statkář a tajemník obchodní komory v Bolzanu.
Zemřel v prosinci 1870 po krátké nemoci na zápal plic.